# 池野河山
池野河山（いけのこやま）は、徳島県那賀郡那賀町にある山である。標高1283.3m。

## 地理
旧木頭村南西部に位置。那賀川の支流である南川と千本谷の上流に挟まれて、赤城尾山と甚吉森との中間に両峰よりやや低く聳える。
山頂はなだらかで広く、スズタケが密生し原生林が残っている。樹間から北に赤城尾山・石立山をはじめ剣山地が望める。